# Zlatý glóbus za nejlepší scénář
Zlatý glóbus za nejlepší scénář je jedno z ocenění Zlatých glóbů každoročně udílených Asociací zahraničních novinářů v Hollywoodu (angl. Hollywood Foreign Press Association, zkratka HFPA). Prvním nositelem teto ceny byl George Seaton, který ji získal v roce 1948 za scénář k filmu Zázrak v New Yorku.

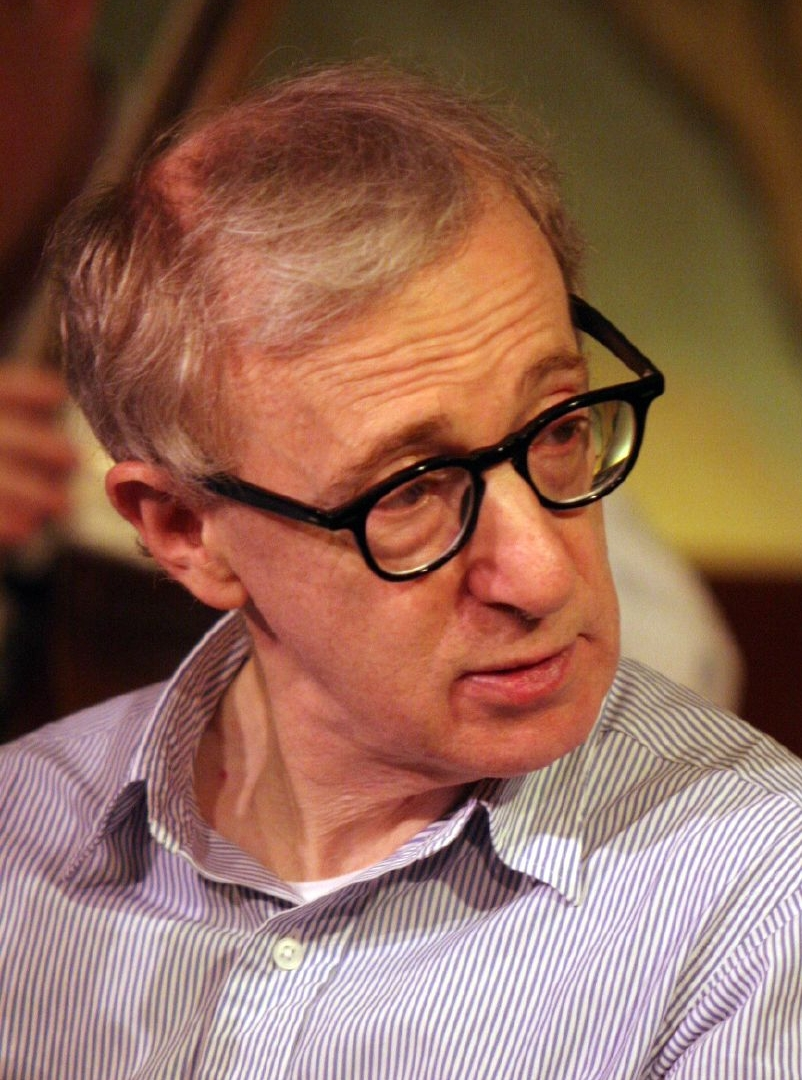
Rekordman Woody Allen

Rekordmanem je anglický spisovatel a držitel dvou Oscarů Robert Bolt, který byl na Glóbus nominován třikrát a podařilo se mu je všechny proměnit ve výhru. Woody Allen drží rekord v počtu nominací (šest), vyhrál dvakrát. Na cenu za nejlepší scénář byli navrženi například herec Sylvester Stallone, Alan Alda a také nositel Nobelovy cenu za literaturu Harold Pinter. Glóbus si v teto kategorii odnesl i autor bessellerů Erich Segal anebo herečka Emma Thompson.
V letech 1955 až 1964 nebyla cena udělena. Následující seznam obsahuje jména vítězných scenáristů a filmů, za které byli oceněni. Rok u jména znamená rok vzniku filmu; nikoliv rok, kdy se konal slavnostní ceremoniál. Má-li film český distribuční název, je uveden pod ním.

## Vítězové a nominovaní

### 1947–1950
1947: Zázrak v New Yorku – George Seaton*
1948: Poznamenaní – Richard Schweizer, David Wechsler
1949: Bojiště – Robert Pirosh*
- Rope Of Sand – Walter Doniger

1950: Vše o Evě – Joseph L. Mankiewicz*
- Asfaltová džungle – John Huston, Ben Maddow
- Sunset Blvd. – Charles Brackett, D. M. Marshman, Jr., Billy Wilder*

### 1951–1954
1951: Bright Victory – Robert Buckner
1952: 5 Fingers – Michael Wilson
- V pravé poledne – Carl Foreman
- The Thief – Clarence Greene, Russell Rouse

1953: Lili – Helen Deutsch

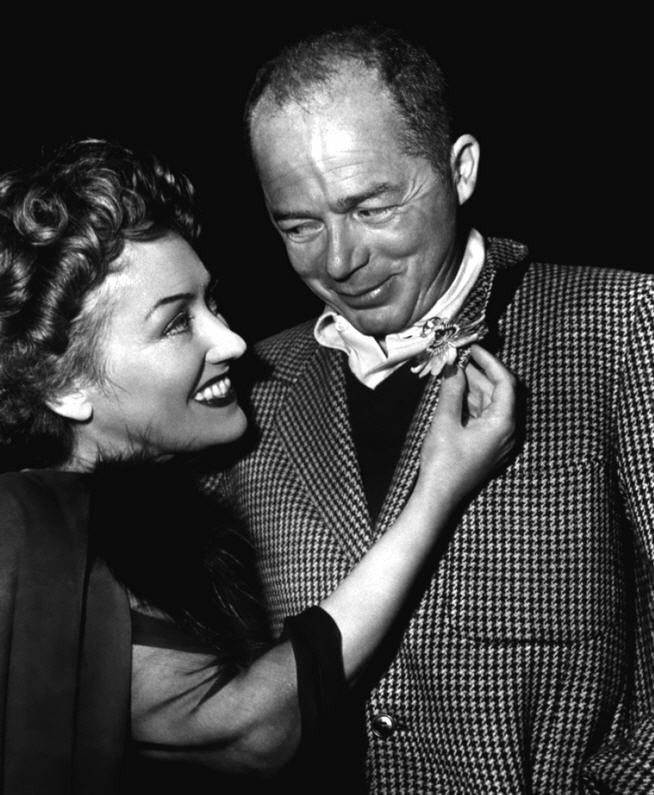
Třikrát nominovaný Billy Wilder s herečkou Gloriou Swanson

1954: Sabrina – Ernest Lehman, Samuel A. Taylor, Billy Wilder

### 1965–1970
1965: Doktor Živago – Robert Bolt*
- Ve službách papeže – Philip Dunne
- Sběratel – John Kohn, Stanley Mann
- A Patch of Blue – Guy Green
- The Slender Thread – Stirling Silliphant

1966: Člověk pro každé počasí – Robert Bolt*
- Alfie – Bill Naughton
- Rusové přicházejí! Rusové přicházejí! – William Rose*Strážní loď Sand Pebbles – Robert Anderson
- Kdo se bojí Virginie Woolfové? – Ernest Lehman

1967: V žáru noci – Sterling Silliphant*
- Bonnie a Clyde – Robert Benton, David Newman
- The Fox – Lewis John Carlino, Howard Koch
- Absolvent – Buck Henry, Calder Willingham
- Hádej, kdo přijde na večeři – William Rose*

1968: Charly – Stirling Silliphant
- The Fixer – Dalton Trumbo
- Lev v zimě – James Goldman*
- Producenti – Mel Brooks*
- Rosemary má děťátko – Roman Polański

1969: Tisíc dnů s Annou – Bridget Boland, John Hale, Richard Sokolove
- Butch Cassidy a Sundance Kid – William Goldman*
- Jestliže je úterý, musíme být v Belgii – David Shaw
- John a Mary – John Mortimer
- Půlnoční kovboj – Waldo Salt*

1970: Love Story – Erich Segal 
- Malé životní etudy – Carole Eastman, Bob Rafelson
- Manželé – John Cassavetes
- M*A*S*H – Ring Lardner, Jr.*
- Scrooge – Leslie Bricusse

### 1971–1980
1971: Nemocnice – Paddy Chayefsky*
- Francouzská spojka – Ernest Tidyman*
- Klute – Andy Lewis, David P. Lewis
- Kotch – John Paxton
- Marie Stuartovna, královna Skotska – John Hale

1972: Kmotr – Francis Ford Coppola, Mario Puzo*
- Nebožtíci přejí lásce – I.A.L. Diamond, Billy Wilder
- Kabaret – Jay Presson Allen
- Vysvobození – James Dickey
- Zběsilost – Anthony Shaffer
- Dobyvatel srdcí – Neil Simon

1973: Vymítač ďábla – William Peter Blatty*
- Propustka do půlnoci – Darryl Ponicsan
- Šakal – Kenneth Ross
- Podraz – David S. Ward*
- Na úrovni – Melvin Frank, Jack Rose

1974: Čínská čtvrť – Robert Towne*
- Rozhovor – Francis Ford Coppola
- Kmotr II – Francis Ford Coppola, Mario Puzo*
- Skleněné peklo – Stirling Silliphant
- Žena pod vlivem – John Cassavetes

1975: Přelet nad kukaččím hnízdem – Lawrence Hauben, Bo Goldman*
- Psí odpoledne – Frank Pierson*
- Čelisti – Peter Benchley, Carl Gottlieb
- Nashville – Joan Tewkesbury
- Klauni – Neil Simon

1976: Network – Paddy Chayefsky*

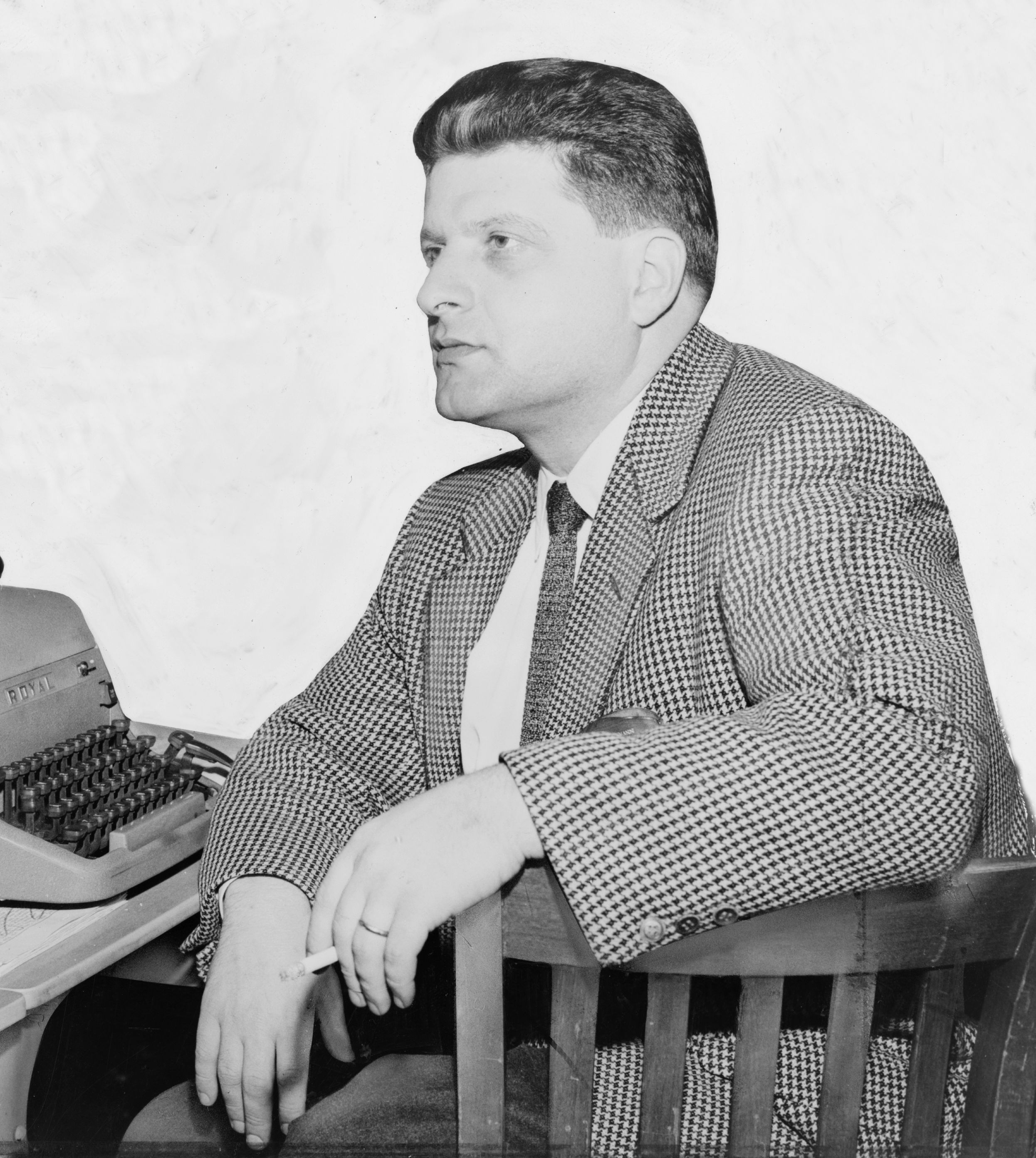
Dvounásobný držitel Glóbu Paddy Chayefsky

- Všichni prezidentovi muži – William Goldman*
- Maratónec – William Goldman
- Rocky – Sylvester Stallone
- Taxikář – Paul Schrader
- Pouť zatracených – David Butler, Steve Shagan

1977: Loučím se, děvče – Neil Simon
- Blízká setkání třetího druhu – Steven Spielberg
- Annie Hallová – Woody Allen, Marshall Brickman*
- Julia – Alvin Sargent*
- Nový začátek – Arthur Laurents

1978: Půlnoční expres – Oliver Stone*
- Návrat domů – Robert C. Jones, Waldo Salt*
- Lovec jelenů – Deric Washburn
- Podlá hra – Colin Higgins
- Interiéry – Woody Allen
- Rozvedená žena – Paul Mazursky

1979: Kramerová versus Kramer – Robert Benton*
- Byl jsem při tom – Jerzy Kosiński
- A co dál... – Steve Tesich*
- Čínský syndrom – James Bridges, T.S. Cook, Mike Gray
- Norma Rae – Harriet Frank, Jr., Irving Ravetch

1980: The Ninth Configuration – William Peter Blatty 
- Sloní muž – Eric Bergren, Christopher De Vore
- Obyčejní lidé – Alvin Sargent*
- Zuřící býk – Mardik Martin, Paul Schrader
- V roli kaskadéra – Lawrence B. Marcus

### 1981–1990
1981: Na Zlatém jezeře – Ernest Thompson*
- Bez zlého úmyslu – Kurt Luedtke
- Čtyři roční období – Alan Alda
- Francouzova milenka – Harold Pinter
- Rudí – Warren Beatty, Trevor Griffiths

1982: Gándhí – John Briley*
- E.T. – Mimozemšťan – Melissa Mathison
- Nezvěstný – Costa-Gavras, Donald E. Stewart*
- Tootsie – Larry Gelbart, Murray Schisgal
- Rozsudek – David Mamet

1983: Cena za něžnost – James L. Brooks*
- Velké rozčarování – Barbara Benedek, Lawrence Kasdan
- Garderobiér – Ronald Harwood
- Rite – William Russell
- Reuben, Reuben – Julius J. Epstein

1984: Amadeus – Peter Shaffer*
- Vražedná pole – Bruce Robinson
- Cesta do Indie – David Lean
- Místa v srdci – Robert Benton*
- Příběh vojáka – Charles Fuller

1985: Purpurová růže z Káhiry – Woody Allen
- Návrat do budoucnosti – Bob Gale, Robert Zemeckis
- Vzpomínky na Afriku – Kurt Luedtke*
- Čest rodiny Prizziů – Richard Condon, Janet Roach
- Svědek – William Kelley, Earl W. Wallace*

1986: Mise – Robert Bolt
- Modrý samet – David Lynch
- Hana a její sestry – Woody Allen*
- Mona Lisa – Neil Jordan, David Leland
- Četa – Oliver Stone

1987: Poslední císař – Bernardo Bertolucci, Mark Peploe, Enzo Ungari*
- Vysíláme zprávy – James L. Brooks
- Naděje a sláva – John Boorman
- Hráčské doupě – David Mamet
- Pod vlivem úplňku – John Patrick Shanley*

1988: Čas zastavit se – Naomi Foner

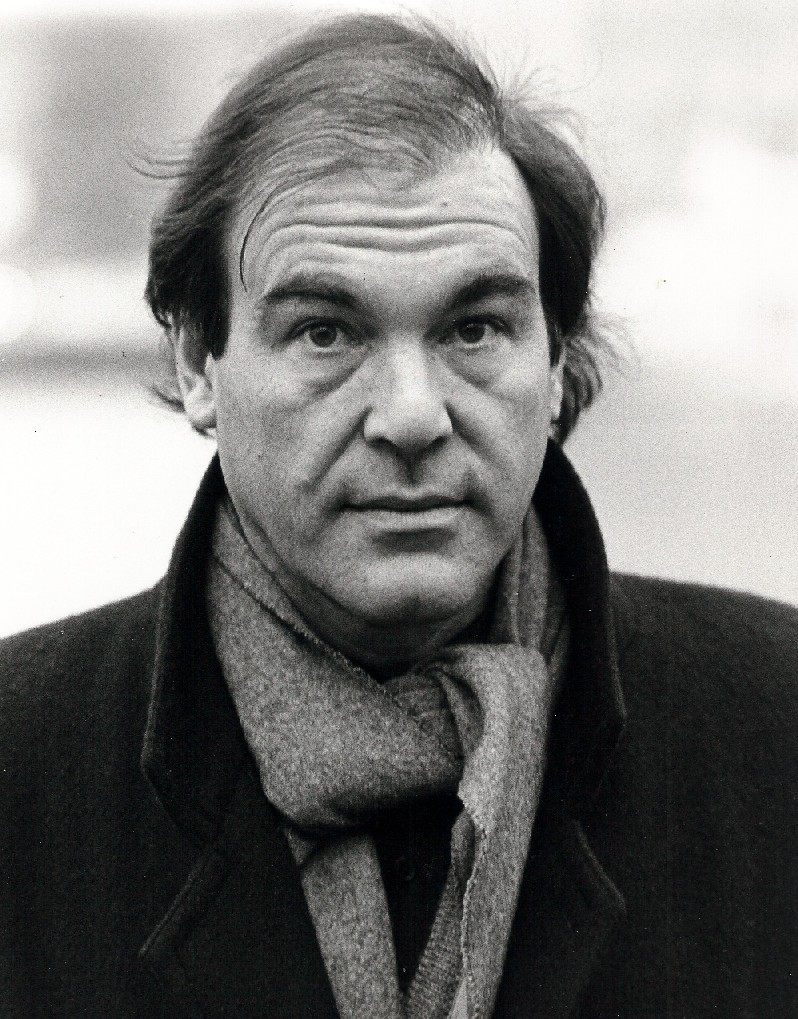
Čtyři nominace a dvě ceny obdržel Oliver Stone

- Výkřik ve tmě – Robert Caswell, Fred Schepisi
- Hořící Mississippi – Chris Gerolmo
- Rain Man – Ronald Bass, Barry Morrow*
- Podnikavá dívka – Kevin Wade

1989: Narozen 4. července – Oliver Stone, Ron Kovic
- Společnost mrtvých básníků – Tom Schulman*
- Jednej správně – Spike Lee
- Glory – Kevin Jarre
- Sex, lži a video – Steven Soderbergh
- Když Harry potkal Sally – Nora Ephron

1990: Tanec s vlky – Michael Blake*
- Avalon – Barry Levinson
- Kmotr III – Francis Ford Coppola, Mario Puzo
- Mafiáni – Nicholas Pileggi, Martin Scorsese
- Zvrat štěstěny – Nicholas Kazan

### 1991–2000
1991: Thelma a Louise – Callie Khouri*
- Bugsy – James Toback
- Grand Canyon – Lawrence Kasdan, Meg Kasdan
- JFK – Zachary Sklar, Oliver Stone
- Mlčení jehňátek – Ted Tally*

1992: Vůně ženy – Bo Goldman
- Pár správných chlapů – Aaron Sorkin
- Rodinné sídlo – Ruth Prawer Jhabvalaová*
- Hráč – Michael Tolkin
- Nesmiřitelní – David Webb Peoples

1993: Schindlerův seznam – Steven Zaillian*
- Philadelphia – Ron Nyswaner
- Piano – Jane Campion*
- Soumrak dne – Ruth Prawer Jhabvalaová
- Prostřihy – Robert Altman, Frank Barhydt

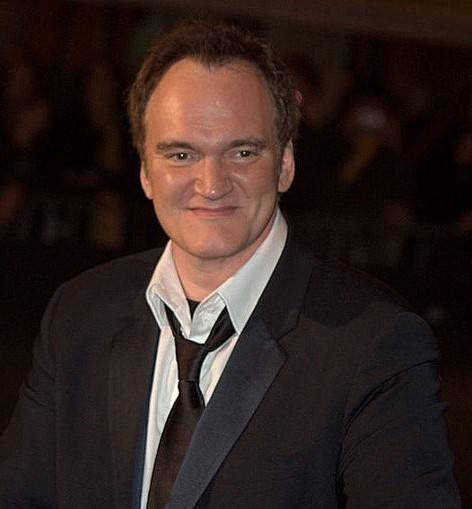
Quentin Tarantino má dvě nominace, z toho jeden Zlatý glóbus

1994: Pulp Fiction: Historky z podsvětí – Quentin Tarantino*
- Forrest Gump – Eric Roth*
- Čtyři svatby a jeden pohřeb – Richard Curtis
- Otázky a odpovědi – Paul Attanasio
- Vykoupení z věznice Shawshank – Frank Darabont

1995: Rozum a cit – Emma Thompson*
- Americký prezident – Aaron Sorkin
- Statečné srdce – Randall Wallace
- Mrtvý muž přichází – Tim Robbins
- Chyťte ho! – Scott Frank
- Opus pana Hollanda – Patrick Sheane Duncan

1996: Lid versus Larry Flynt – Scott Alexander, Larry Karaszewski
- Anglický pacient – Anthony Minghella
- Fargo – Ethan a Joel Coenové*
- Osamělá hvězda – John Sayles
- Záře – Jan Sardi

1997: Dobrý Will Hunting – Ben Affleck, Matt Damon*
- Lepší už to nebude – Mark Andrus, James L. Brooks
- L. A. – Přísně tajné – Curtis Hanson, Brian Helgeland*
- Titanic (film, 1997) – James Cameron
- Vrtěti psem – Hilary Henkin, David Mamet

1998: Zamilovaný Shakespeare – Marc Norman, Tom Stoppard*
- Skandál Bulworth – Warren Beatty, Jeremy Pikser
- Štěstí – Todd Solondz
- Zachraňte vojína Ryana – Robert Rodat
- Truman Show – Andrew Niccol

1999: Americká krása – Alan Ball*
- V kůži Johna Malkoviche – Charlie Kaufman
- Pravidla moštárny – John Irving*
- Insider: Muž, který věděl příliš mnoho – Michael Mann, Eric Roth
- Šestý smysl – M. Night Shyamalan

2000: Traffic – nadvláda gangů – Stephen Gaghan*
- Na pokraji slávy – Cameron Crowe*
- Quills – Doug Wright
- Skvělí chlapi – Steve Kloves
- Na mě se můžeš spolehnout – Kenneth Lonergan

### 2001–2010
2001: Čistá duše – Akiva Goldsman*
- Gosford Park – Julian Fellowes*
- Muž, který nebyl – Ethan a Joel Coenové
- Memento – Christopher Nolan
- Mulholland Drive – David Lynch

2002: O Schmidtovi – Alexander Payne, Jim Taylor
- Adaptace – Charlie Kaufman, Donald Kaufman
- Chicago – Bill Condon
- Daleko do nebe – Todd Haynes
- Hodiny – David Hare

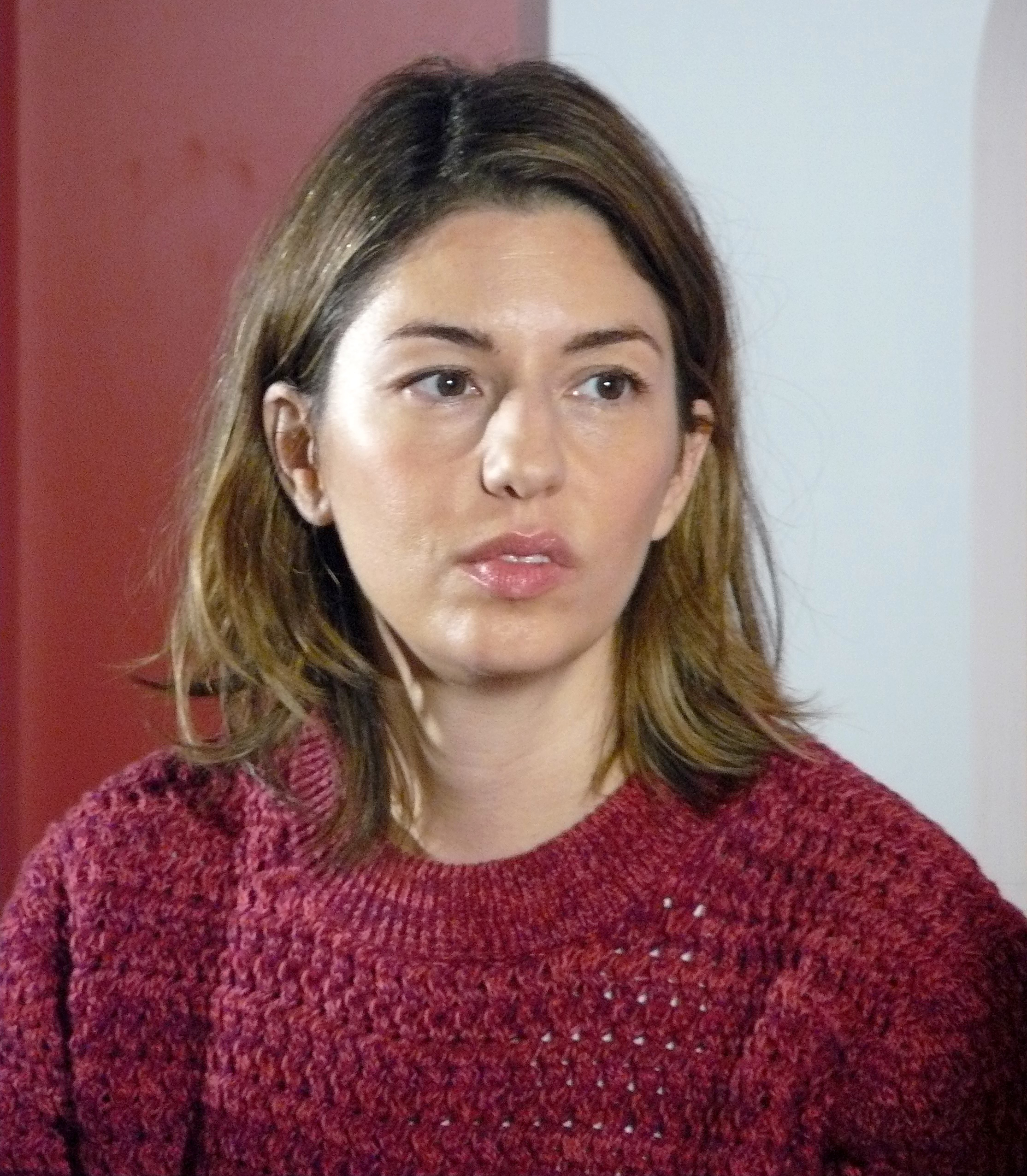
Držitelka Glóbu Sofia Coppola

2003: Ztraceno v překladu – Sofia Coppola*
- Návrat do Cold Mountain – Anthony Minghella
- In America – Jim, Kirsten Sheridan, Naomi Sheridan
- Láska nebeská – Richard Curtis
- Tajemná řeka – Brian Helgeland

2004: Bokovka – Alexander Payne, Jim Taylor*
- Letec – John Logan
- Na dotek – Patrick Marber
- Věčný svit neposkvrněné mysli – Charlie Kaufman*
- Hledání Země Nezemě – David Magee

2005: Zkrocená hora – Larry McMurtry, Diana Ossana*
- Crash – Paul Haggis a Bobby Moresco*
- Dobrou noc a hodně štěstí – George Clooney, Grant Heslov
- Match Point – Hra osudu – Woody Allen
- Mnichov – Tony Kushner, Eric Roth

2006: Královna – Peter Morgan
- Babel – Guillermo Arriaga
- Skrytá identita – William Monahan*
- Jako malé děti – Todd Field, Tom Perrotta
- Zápisky o skandálu – Patrick Marber

2007: Tahle země není pro starý – Ethan a Joel Coenové*
- Pokání – Christopher Hampton
- Soukromá válka pana Wilsona – Aaron Sorkin
- Skafandr a motýl – Ronald Harwood
- Juno – Diablo Cody*

2008: Milionář z chatrče – Simon Beaufoy*
- Podivuhodný případ Benjamina Buttona – Eric Roth
- Pochyby – John Patrick Shanley
- Duel Frost/Nixon – Peter Morgan
- Předčítač – David Hare

2009: Lítám v tom – Jason Reitman, Sheldon Turner
- District 9 – Neill Blomkamp, Terri Tatchell
- Smrt čeká všude – Mark Boal*
- Hanebný pancharti – Quentin Tarantino
- Nějak se to komplikuje – Nancy Meyers

2010: Sociální síť – Aaron Sorkin*
- 127 hodin – Simon Beaufoy, Danny Boyle
- Počátek – Christopher Nolan
- Děcka jsou v pohodě – Stuart Blumberg, Lisa Cholodenko
- Králova řeč – David Seidler*

### 2011–2020
2011: Půlnoc v Paříži – Woody Allen*
- Umělec – Michel Hazanavicius
- Den zrady – George Clooney, Grant Heslov, Beau Willimon
- Děti moje – Alexander Payne, Nat Faxon, Jim Rash
- Moneyball – Steven Zaillian, Aaron Sorkin, Stan Chervin

2012: Nespoutaný Django – Quentin Tarantino*
- 30 minut po půlnoci – Mark Boal
- Lincoln – Tony Kushner
- Terapie láskou – David O. Russell
- Argo – Chris Terrio

2013: Ona – Spike Jonze*
- 12 let v řetězech – John Ridley
- Nebraska – Bob Nelson
- Philomena – Jeff Pope
- Špinavý trik – Eric Singer, David O. Russell

2014: Birdman – Alejandro González Iñárritu, Nicolás Giacobone, Armando Bo, Alexander Dinelaris, Jr.*
- Grandhotel Budapešť – Wes Anderson
- Zmizelá – Gillian Flynnová
- Chlapectví – Richard Linklater
- Kód Enigmy – Graham Moore*

2015: Steve Jobs – Aaron Sorkin
- Sázka na nejistotu – Adam McKay a Charles Randolph*
- Osm hrozných – Quentin Tarantino
- Room – Emma Donoghue
- Spotlight – Tom McCarthy a Josh Singer*

2016: La La Land – Damien Chazelle
- Za každou cenu – Taylor Sheridan
- Noční zvířata – Tom Ford
- Moonlight – Barry Jenkins
- Místo u moře – Kenneth Lonergan

2017: Tři billboardy kousek za Ebbingem – Martin McDonagh
- Lady Bird – Greta Gerwig
- Velká hra – Aaron Sorkin
- Akta Pentagon: Skrytá válka – Liz Hannah a Josh Singer
- Tvář vody – Guillermo del Toro a Vanessa Taylor

2018: Zelená kniha – Brian Hayes Currie, Peter Farrelly a Nick Vallelonga
- Roma – Alfonso Cuarón
- Favoritka – Deborah Davis a Tony McNamara
- Kdyby ulice Beale mohla mluvit – Barry Jenkins
- Vice – Adam McKay

2019: Tenkrát v Hollywoodu – Quentin Tarantino
- Manželská historie – Noah Baumbach
- Parazit – Pong Čun-ho a Han Jin-won
- Dva papežové – Anthony McCarten
- Irčan – Steven Zaillian

2020: Chicagský tribunál – Aaron Sorkin
- Nadějná mladá žena – Emerald Fennell
- Mank – Jack Fincher (in memoriam)
- Otec – Florian Zeller a Christopher Hampton
- Země nomádů – Chloé Zhaová

### 2021–2030
2021: Belfast – Kenneth Branagh
- Lékořicová Pizza – Paul Thomas Anderson
- Síla psa – Jane Campion
- K zemi hleď! – Adam McKay
- Ricardovi – Aaron Sorkin

2022: Víly z Inisherinu – Martin McDonagh
- Všechno, všude, najednou – Daniel Kwan a Daniel Scheinert
- Tár – Todd Field
- Hovoří ženy – Sarah Polley
- Fabelmanovi – Steven Spielberg a Tony Kuschner

2023: Anatomie pádu – Justine Triet a Arthur Harari
- Barbie – Greta Gerwig a Noah Baumbach
- Chudáčci – Tony McNamara
- Oppenheimer – Christopher Nolan
- Zabijáci rozkvetlého měsíce – Eric Roth a Martin Scorsese
- Minulé životy – Celine Song